# Bouvardia rzedowskii
Bouvardia rzedowskii là một loài thực vật có hoa trong họ Thiến thảo. Loài này được Terrell & S.D.Koch mô tả khoa học đầu tiên năm 1994.